# Демонасса (мати Еврітіона)
Демона́сса (дав.-гр. Δημώνασσα) — персонаж давньогрецької міфології, дружина Ктімена, мати аргонавта Еврідама і царя міста Фтії (Магнісія) Еврітіона.